# Dillon (Montana)
Dillon – miasto w Stanach Zjednoczonych, w stanie Montana, siedziba administracyjna hrabstwa Beaverhead.